# Praeaphanostoma longum
Praeaphanostoma longum är en plattmaskart som beskrevs av Jürgen Dörjes 1968. Praeaphanostoma longum ingår i släktet Praeaphanostoma och familjen Isodiametridae. Inga underarter finns listade i Catalogue of Life.